# Potiron (personnage de Oui-Oui)
Pour les articles homonymes, voir Potiron.
Potiron (en anglais : Big Ears) est un personnage de fiction central de la série Oui-Oui. Dans Oui-Oui au Pays des Jouets, Potiron se définit lui-même comme un Brownie ou une sorte de Hobgobelin. Il est le meilleur ami de Oui-Oui.

## Description
Si son ami Oui-Oui vit à Miniville, il vit de son côté dans un endroit vallonné et bosselé en dehors de la ville. Sa maison en forme de champignon se trouve à la lisière de la Forêt enchantée. 
Il décrit lui-même ses oreilles comme trop grandes. Il a une barbe blanche. Il est en général vêtu d'un chapeau rouge, d'une veste bleu cintrée et d'un pantalon rayé.
Il fait partie, avec son frère Topinambour (en anglais : Little-Ears) et les deux lutins Sournois et Finaud, des seuls non-jouets du Pays des Jouets.